# Liste der Staatskanzler des Kantons Freiburg
Diese Liste zeigt alle ehemaligen und derzeitigen Staatskanzler des Kantons Freiburg seit 1848.
| #  | Name                             | Amtsantritt | Amtsende | Bemerkungen                                                                   |
| -- | -------------------------------- | ----------- | -------- | ----------------------------------------------------------------------------- |
| 1  | Jean Nicolas Elisabeth Berchtold | 1847        | 1852     | Er war der erste Kanzler, der dieses Amt unter dem Direktorialsystem ausübte. |
| 2  | Christophe-Joachim Marro         | 1852        | 1856     | Von 1848 bis 1851 war er Nationalrat.                                         |
| 3  | Fridolin Reynold                 | 1857        | 1863     |                                                                               |
| 4  | Augustin Egger                   | 1863        | 1866     |                                                                               |
| 5  | Antoine-Philippe Progin          | 1867        | 1871     |                                                                               |
| 6  | Arnold Ruffieux                  | 1871        | 1872     |                                                                               |
| 7  | Louis Bourgknecht                | 1872        | 1885     |                                                                               |
| 8  | Émile Bise                       | 1885        | 1894     |                                                                               |
| 9  | Nicolas Nuoffer                  | 1894        | 1902     |                                                                               |
| 10 | Charles Godel                    | 1902        | 1933     | Er übte das Amt des Staatskanzlers während 32 Jahren aus.                     |
| 11 | René Binz                        | 1933        | 1968     | Er übte das Amt des Staatskanzlers während 35 Jahren aus.                     |
| 12 | Georges Clerc                    | 1969        | 1985     |                                                                               |
| 13 | René Aebischer                   | 1985        | 2005     |                                                                               |
| 14 | Danielle Gagnaux-Morel           | 2005        |          | Sie ist die erste Kanzlerin des Kantons.                                      |